# Chihiro Igarashi
Chihiro Igarashi (五十嵐 千尋 Igarashi Chihiro?), född 24 maj 1995, är en japansk simmare. 

## Karriär
Igarashi tävlade i tre grenar för Japan vid olympiska sommarspelen 2016 i Rio de Janeiro. Hon blev utslagen i försöksheatet på 200 och 400 meter frisim. Igarashi var även en del av Japans lag som slutade på 8:e plats på 4 x 200 meter frisim.